# Filippo Acciaiuoli
Filippo Acciaiuoli (12 de Março de 1700 – 24 de Julho de 1766) foi um cardeal italiano, oriundo da família florentina dos Acciaiuoli.

## Biografia
Terceiro de seis filhos de Ottaviano Acciaiuoli, marquês de Novi, e Mariana Torriglioni, de Ancona, Filippo Acciaiuoli nasceu em Roma, a 12 de Março de 1700. Foi baptizado em Santa Maria in Via Lata, tendo como padrinho Michelangelo Conti, o arcebispo-titular de Tarso (que viria a ser eleito Papa, com o nome de Inocêncio XIII, em 1721) e como madrinha a Duquesa de Maddaloni.
Estudou na Universidade La Sapienza, onde obteve um grau em direito canónico e civil, a 13 de Agosto de 1722.
Foi nomeado arcebispo-titular de Petra em 1743, e nomeado Núncio Apostólico na Suiça em 1744, e Núncio Apostólico em Portugal em 1754.
Filippo Acciaiuoli encontrava-se em sua casa em Lisboa aquando do Terramoto de 1755. O Arcebispo encontrava-se num genuflexório a preparar-se para dizer Missa quando os abalos começaram. Vendo, desde a janela, cair os muros do jardim, saiu correndo cegamente (por conta da muita poeira e dos pedaços de cal que caíam), tendo chegado ao exterior a tempo de ver ruir uma parte da casa, incluindo as escadas pelas quais ele havia descido. O Arcebispo foi "em pantufas e vestes de quarto" até ao Mosteiro de São Bento, onde erigiu uma tenda no campo detrás do Mosteiro, onde se lhe juntaram "uma incontável quantidade de gente de todas as condições".
O Papa Clemente XIII criou-o cardeal no consistório de 24 de Setembro de 1759. 
O cardeal núncio Acciaiuoli foi expulso de Portugal em 15 de junho de 1760, pelo Conde de Oeiras, a pretexto de não ter iluminado a sede da nunciatura por ocasião do casamento da princesa D. Maria com o infante P. Pedro, mas realmente por ter defendido os jesuítas durante o processo que conduziu à expulsão destes. 
Foi nomeado à diocese de Ancona e Numana em 1763.